# Dipangkorn Rasmijoti

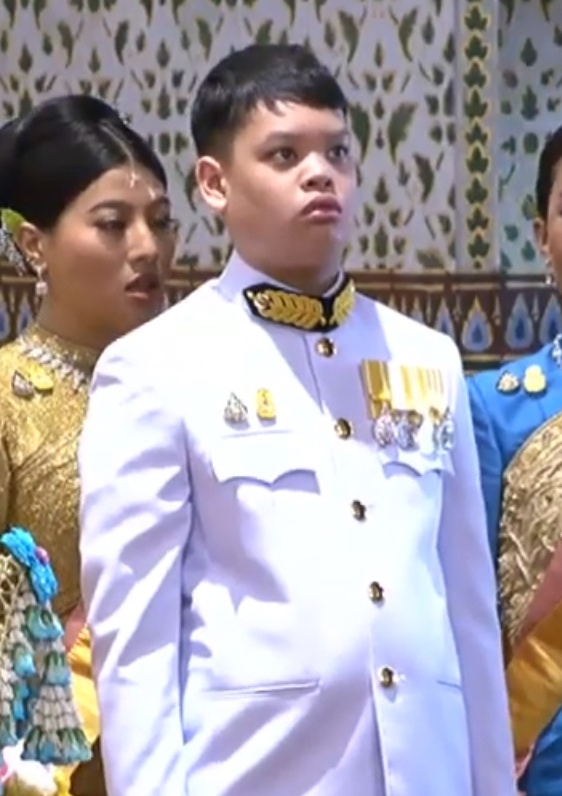
Dipangkorn Rasmijoti (2019)

Dipangkorn Rasmijoti (thailändisch ทีปังกรรัศมีโชติ; * 29. April 2005 in der Medizinischen Fakultät, Siriraj-Krankenhaus, Mahidol-Universität, Bangkok) ist thailändischer Kronprinz.

## Leben
Dipangkorn Rasmijoti wurde 2005 geboren. Er ist der fünfte Sohn und das siebte und jüngste Kind von König Vajiralongkorn sowie das einzige Kind aus dessen dritter Ehe. Da der König aus der ersten Ehe nur eine Tochter hat und er die außerehelich geborenen Kinder mit seiner zweiten Frau nach der Legitimation verstieß, ist Dipangkorn Rasmijoti aktueller Thronfolger.
Er besuchte von 2009 bis 2014 die Chitralada School und ab 2015 die Bavarian International School. Er hat die Freie Waldorfschule Isartal besucht.
Dipangkorn Rasmijoti lebt im Dusit-Palast.